# Finales NBA 2004
Navigation
Finales 2003 Finales 2005
Les finales NBA 2004 sont la dernière série de matchs de la saison 2003-2004 de la NBA et la conclusion des séries éliminatoires (playoffs) de la saison. Le champion de la conférence Est, les Pistons de Détroit rencontrent le champion de la conférence Ouest, les Lakers de Los Angeles. Los Angeles possède l'avantage du terrain. 
Bien que les Lakers, dirigés par Kobe Bryant et Shaquille O'Neal, étaient considérés comme les grands favoris, les Pistons ont remporté la série en cinq matchs. 
Le propriétaire des Pistons, William Davidson, est devenu le premier propriétaire de l'histoire du sport américain à remporter deux championnats en une année civile; huit jours plus tôt, le Lightning de Tempa Bay de la Ligue nationale de hockey avait remporté la finale de la Coupe Stanley en sept matchs contre les Flames de Calgary.  

## Contexte

### Pistons de Détroit
Les Pistons ont remporté deux championnats consécutifs en 1989 et 1990, mais avec des départs à la retraite et des départs de plusieurs stars, ils ont perdu leur niveau. L'équipe a embauché l'ancienne star Joe Dumars en tant que manager général de l'équipe en 2000, et il a commencé à collecter des choix de draft et effectuer des échanges de joueurs. Il a débarqué le pivot défenseur Ben Wallace et l'arrière Richard Hamilton, puis il a signé Chauncey Billups (considéré comme sous-performant) et a sélectionné Tayshaun Prince avec le 23e choix à la draft 2002. Il a été nommé Exécutif de l'année de la NBA en 2003 pour avoir rendu les Pistons proéminents.
Les Pistons ont effectué un autre changement majeur, peut-être plus risqué, en renvoyant l'entraîneur Rick Carlisle, qui avait mené les Pistons à des titres consécutifs de la division Centrale, avec plus de 100 victoires en saison régulière et avait reçu le prix d'entraîneur de l'année de la NBA en 2002. À sa place, Dumars a embauché le légendaire entraîneur Larry Brown, qui avait mené les 76ers de Philadelphie en finales NBA 2001, contre les Lakers. 
Dans un échange de trois équipes impliquant les Celtics de Boston et les Hawks d'Atlanta, Dumars a échangé Chucky Atkins, Lindsey Hunter, Bobby Sura, Željko Rebrača et d'autres considérations pour le meneur Mike James et l'intérieur Rasheed Wallace, qui se sont avérés être les dernières pièces de l'équipe du titre. Lindsey Hunter rejoindra les Pistons une semaine plus tard après avoir été coupé par les Celtics, et sera associé à Mike James pour créer un formidable tandem de meneurs sur le banc surnommé "Les Pitbulls". Les Pistons sont devenus la première équipe dans l' histoire de la NBA à tenir cinq adversaires consécutifs à moins de 70 points et a terminé la saison avec le troisième bilan de la conférence Est, en raison d'une excellente défense. 
Les Pistons ont facilement surmonté les Bucks de Milwaukee 4-1, mais se sont battus contre le champion en titre de la conférence, les Nets du New Jersey, au terme d'un septième match dans la série. Ils affronteront, lors de la finale de la Conférence Est, les Pacers de l'Indiana menés par Carlisle. Ils remporteront la série 4-2, avant de se qualifier en finale NBA pour la première fois en 14 ans.

### Lakers de Los Angeles
Les Lakers avaient remporté trois championnats consécutifs de 2000 à 2002, mais avaient perdu contre les Spurs de San Antonio en demi-finale de la conférence Ouest en 2003 pour mettre fin à leur épopée. Les Spurs avaient battu les Lakers en 6 matchs.
Au cours de l'intersaison 2003, les Lakers ont apporté des changements majeurs, avec des résultats initialement différents. Ayant besoin de trouver un meneur et un ailier fort pour défendre Tim Duncan et les Spurs, les Lakers ont signé les stars vétérans Gary Payton et Karl Malone pour une valeur bien inférieure à la valeur marchande; ils espéraient également donner aux deux vétérans leur premier titre de championnat. Les Lakers ont ensuite été considérés comme les favoris pour remporter le titre NBA.
Au cours de la saison régulière, les Lakers ont été touchés par de nombreuses blessures et mais finiront tout de même la saison avec le deuxième bilan de la Conférence Ouest.
Les Lakers ont éliminé les Rockets de Houston, avec en tête d'affiche Shaquille O'Neal et le jeune Yao Ming, sur le score de 4 à 1. Ils vont parvenir à battre les Spurs 4-2, tout en ayant perdu les deux premiers matchs de la série. Ensuite, ils ont affronté les Timberwolves du Minnesota, menés par le MVP de la ligue Kevin Garnett. Les Lakers ont remporté la série 4-2 pour se qualifier pour la finale.

## Résumé de la saison régulière
| Champion de division | Qualifié pour les playoffs | Non qualifié pour les playoffs |

### Par conférence
| Conférence Est | Conférence Est                 | Conférence Est | Conférence Est | Conférence Est |
| No             | Franchise                      | Vic.           | Déf.           | PCT            |
| -------------- | ------------------------------ | -------------- | -------------- | -------------- |
| 1              | Pacers de l'Indiana            | 61             | 21             | 74.4           |
| 2              | Nets du New Jersey             | 47             | 35             | 57.3           |
| 3              | Pistons de Détroit C           | 54             | 28             | 65.9           |
| 4              | Heat de Miami                  | 42             | 40             | 51.2           |
| 5              | Hornets de La Nouvelle-Orléans | 41             | 41             | 50.0           |
| 6              | Bucks de Milwaukee             | 41             | 41             | 50.0           |
| 7              | Knicks de New York             | 39             | 43             | 47.6           |
| 8              | Celtics de Boston              | 36             | 46             | 43.9           |
|                |                                |                |                |                |
| 9              | Cavaliers de Cleveland         | 35             | 47             | 42.7           |
| 10             | Raptors de Toronto             | 33             | 49             | 40.2           |
| 11             | 76ers de Philadelphie          | 33             | 49             | 40.2           |
| 12             | Hawks d'Atlanta                | 28             | 54             | 34.1           |
| 13             | Wizards de Washington          | 25             | 57             | 30.5           |
| 14             | Bulls de Chicago               | 23             | 59             | 28.0           |
| 15             | Magic d'Orlando                | 21             | 61             | 25.6           |

| Conférence Ouest | Conférence Ouest          | Conférence Ouest | Conférence Ouest | Conférence Ouest |
| No               | Franchise                 | Vic.             | Déf.             | PCT              |
| ---------------- | ------------------------- | ---------------- | ---------------- | ---------------- |
| 1                | Timberwolves du Minnesota | 58               | 24               | 70.7             |
| 2                | Lakers de Los Angeles     | 56               | 26               | 68.3             |
| 3                | Spurs de San Antonio      | 57               | 25               | 69.5             |
| 4                | Kings de Sacramento       | 55               | 27               | 67.1             |
| 5                | Mavericks de Dallas       | 52               | 30               | 63.4             |
| 6                | Grizzlies de Memphis      | 50               | 32               | 61.0             |
| 7                | Rockets de Houston        | 45               | 37               | 54.9             |
| 8                | Nuggets de Denver         | 43               | 39               | 52.4             |
|                  |                           |                  |                  |                  |
| 9                | Jazz de l'Utah            | 42               | 40               | 51.2             |
| 10               | Trail Blazers de Portland | 41               | 41               | 50.0             |
| 11               | SuperSonics de Seattle    | 37               | 45               | 45.1             |
| 12               | Warriors de Golden State  | 37               | 45               | 45.1             |
| 13               | Suns de Phoenix           | 29               | 53               | 35.4             |
| 14               | Clippers de Los Angeles   | 28               | 54               | 34.1             |

C - Champions NBA

### Tableau des playoffs
|  | 1er tour         | 1er tour                       | 1er tour              |   |                           | Demi-finales de Conférence | Demi-finales de Conférence | Demi-finales de Conférence |  |   | Finales de Conférence     | Finales de Conférence | Finales de Conférence |  |    | Finales NBA        | Finales NBA | Finales NBA |
|  |                  |                                |                       |   |                           |                            |                            |                            |  |   |                           |                       |                       |  |    |                    |             |             |
|  | 1                | Pacers de l'Indiana            | 4                     |   |                           |                            |                            |                            |  |   |                           |                       |                       |  |    |                    |             |             |
|  | 8                | Celtics de Boston              | 0                     |   |                           |                            |                            |                            |  |   |                           |                       |                       |  |    |                    |             |             |
|  | 8                | Celtics de Boston              | 0                     |   | 1                         | Pacers de l'Indiana        | 4                          |                            |  |   |                           |                       |                       |  |    |                    |             |             |
|  |                  |                                |                       |   | 1                         | Pacers de l'Indiana        | 4                          |                            |  |   |                           |                       |                       |  |    |                    |             |             |
|  |                  | 4                              | Heat de Miami         | 2 |                           |                            |                            |                            |  |   |                           |                       |                       |  |    |                    |             |             |
|  | 4                | 4                              | Heat de Miami         | 2 | Heat de Miami             | 4                          |                            |                            |  |   |                           |                       |                       |  |    |                    |             |             |
|  | 4                |                                |                       |   | Heat de Miami             | 4                          |                            |                            |  |   |                           |                       |                       |  |    |                    |             |             |
|  | 5                | Hornets de La Nouvelle-Orléans | 3                     |   |                           |                            |                            |                            |  |   |                           |                       |                       |  |    |                    |             |             |
|  | 5                | Hornets de La Nouvelle-Orléans | 3                     |   |                           |                            |                            |                            |  | 1 | Pacers de l'Indiana       | 2                     |                       |  |    |                    |             |             |
|  | Conférence Est   |                                |                       |   |                           |                            |                            |                            |  | 1 | Pacers de l'Indiana       | 2                     |                       |  |    |                    |             |             |
|  |                  | 3                              | Pistons de Détroit    | 4 |                           |                            |                            |                            |  |   |                           |                       |                       |  |    |                    |             |             |
|  | 3                | 3                              | Pistons de Détroit    | 4 | Pistons de Détroit        | 4                          |                            |                            |  |   |                           |                       |                       |  |    |                    |             |             |
|  | 3                |                                |                       |   | Pistons de Détroit        | 4                          |                            |                            |  |   |                           |                       |                       |  |    |                    |             |             |
|  | 6                | Bucks de Milwaukee             | 1                     |   |                           |                            |                            |                            |  |   |                           |                       |                       |  |    |                    |             |             |
|  | 6                | Bucks de Milwaukee             | 1                     |   | 3                         | Pistons de Détroit         | 4                          |                            |  |   |                           |                       |                       |  |    |                    |             |             |
|  |                  |                                |                       |   | 3                         | Pistons de Détroit         | 4                          |                            |  |   |                           |                       |                       |  |    |                    |             |             |
|  |                  | 2                              | Nets du New Jersey    | 3 |                           |                            |                            |                            |  |   |                           |                       |                       |  |    |                    |             |             |
|  | 2                | 2                              | Nets du New Jersey    | 3 | Nets du New Jersey        | 4                          |                            |                            |  |   |                           |                       |                       |  |    |                    |             |             |
|  | 2                |                                |                       |   | Nets du New Jersey        | 4                          |                            |                            |  |   |                           |                       |                       |  |    |                    |             |             |
|  | 7                | Knicks de New York             | 0                     |   |                           |                            |                            |                            |  |   |                           |                       |                       |  |    |                    |             |             |
|  | 7                | Knicks de New York             | 0                     |   |                           |                            |                            |                            |  |   |                           |                       |                       |  | E3 | Pistons de Détroit | 4           |             |
|  |                  |                                |                       |   |                           |                            |                            |                            |  |   |                           |                       |                       |  | E3 | Pistons de Détroit | 4           |             |
|  |                  | W2                             | Lakers de Los Angeles | 1 |                           |                            |                            |                            |  |   |                           |                       |                       |  |    |                    |             |             |
|  | 1                | W2                             | Lakers de Los Angeles | 1 | Timberwolves du Minnesota | 4                          |                            |                            |  |   |                           |                       |                       |  |    |                    |             |             |
|  | 1                |                                |                       |   | Timberwolves du Minnesota | 4                          |                            |                            |  |   |                           |                       |                       |  |    |                    |             |             |
|  | 8                | Nuggets de Denver              | 1                     |   |                           |                            |                            |                            |  |   |                           |                       |                       |  |    |                    |             |             |
|  | 8                | Nuggets de Denver              | 1                     |   | 1                         | Timberwolves du Minnesota  | 4                          |                            |  |   |                           |                       |                       |  |    |                    |             |             |
|  |                  |                                |                       |   | 1                         | Timberwolves du Minnesota  | 4                          |                            |  |   |                           |                       |                       |  |    |                    |             |             |
|  |                  | 4                              | Kings de Sacramento   | 3 |                           |                            |                            |                            |  |   |                           |                       |                       |  |    |                    |             |             |
|  | 4                | 4                              | Kings de Sacramento   | 3 | Kings de Sacramento       | 4                          |                            |                            |  |   |                           |                       |                       |  |    |                    |             |             |
|  | 4                |                                |                       |   | Kings de Sacramento       | 4                          |                            |                            |  |   |                           |                       |                       |  |    |                    |             |             |
|  | 5                | Mavericks de Dallas            | 1                     |   |                           |                            |                            |                            |  |   |                           |                       |                       |  |    |                    |             |             |
|  | 5                | Mavericks de Dallas            | 1                     |   |                           |                            |                            |                            |  | 1 | Timberwolves du Minnesota | 2                     |                       |  |    |                    |             |             |
|  | Conférence Ouest |                                |                       |   |                           |                            |                            |                            |  | 1 | Timberwolves du Minnesota | 2                     |                       |  |    |                    |             |             |
|  |                  | 2                              | Lakers de Los Angeles | 4 |                           |                            |                            |                            |  |   |                           |                       |                       |  |    |                    |             |             |
|  | 3                | 2                              | Lakers de Los Angeles | 4 | Spurs de San Antonio      | 4                          |                            |                            |  |   |                           |                       |                       |  |    |                    |             |             |
|  | 3                |                                |                       |   | Spurs de San Antonio      | 4                          |                            |                            |  |   |                           |                       |                       |  |    |                    |             |             |
|  | 6                | Grizzlies de Memphis           | 0                     |   |                           |                            |                            |                            |  |   |                           |                       |                       |  |    |                    |             |             |
|  | 6                | Grizzlies de Memphis           | 0                     |   | 3                         | Spurs de San Antonio       | 2                          |                            |  |   |                           |                       |                       |  |    |                    |             |             |
|  |                  |                                |                       |   | 3                         | Spurs de San Antonio       | 2                          |                            |  |   |                           |                       |                       |  |    |                    |             |             |
|  |                  | 2                              | Lakers de Los Angeles | 4 |                           |                            |                            |                            |  |   |                           |                       |                       |  |    |                    |             |             |
|  | 2                | 2                              | Lakers de Los Angeles | 4 | Lakers de Los Angeles     | 4                          |                            |                            |  |   |                           |                       |                       |  |    |                    |             |             |
|  | 2                |                                |                       |   | Lakers de Los Angeles     | 4                          |                            |                            |  |   |                           |                       |                       |  |    |                    |             |             |
|  | 7                | Rockets de Houston             | 1                     |   |                           |                            |                            |                            |  |   |                           |                       |                       |  |    |                    |             |             |

## Équipes

### Pistons de Détroit
| Effectif des Pistons de Détroit 2003-2004 |
| --- |
| 1 Chauncey Billups (MVP Finales) • 3 Ben Wallace • 7 Mike James • 8 Darvin Ham • 10 Lindsey Hunter • 13 Mehmet Okur • 22 Tayshaun Prince • 24 Tremaine Fowlkes • 30 Rasheed Wallace • 31 Darko Miličić • 32 Richard Hamilton • 34 Corliss Williamson • 41 Elden Campbell Entraîneur : Larry Brown |

### Lakers de Los Angeles
| Effectif des Lakers de Los Angeles 2003-2004 |
| --- |
| 2 Derek Fisher • 3 Devean George • 4 Luke Walton • 7 Brian Cook • 8 Kobe Bryant • 9 Bryon Russell • 11 Karl Malone • 14 Stanislav Medvedenko • 17 Rick Fox • 20 Gary Payton • 21 Kareem Rush • 31 Jamal Sampson • 34 Shaquille O'Neal • 54 Horace Grant Entraîneur : Phil Jackson |

## Résumé de la finale NBA
| Match  | Date    | Équipe à l'extérieur | Résultat         | Équipe à domicile  |
| ------ | ------- | -------------------- | ---------------- | ------------------ |
| Game 1 | 6 juin  | Detroit Pistons      | 87–75 (1–0)      | Los Angeles Lakers |
| Game 2 | 8 juin  | Detroit Pistons      | 91–99 (OT) (1–1) | Los Angeles Lakers |
| Game 3 | 10 juin | Los Angeles Lakers   | 68–88 (1–2)      | Detroit Pistons    |
| Game 4 | 13 juin | Los Angeles Lakers   | 80–88 (1–3)      | Detroit Pistons    |
| Game 5 | 15 juin | Los Angeles Lakers   | 87–100 (1–4)     | Detroit Pistons    |

## Statistiques individuelles

### Pistons de Détroit
| Joueur             | MJ | MC | MPG  | FG%   | 3P%   | FT%   | RPG  | APG | SPG | BPG | PPG  |
| ------------------ | -- | -- | ---- | ----- | ----- | ----- | ---- | --- | --- | --- | ---- |
| Chauncey Billups   | 5  | 5  | 38.4 | .509  | .471  | .929  | 3.2  | 5.2 | 1.2 | 0.0 | 21.0 |
| Elden Campbell     | 5  | 0  | 13.6 | .375  | .000  | .500  | 2.6  | 1.6 | 1.0 | 0.6 | 3.4  |
| Darvin Ham         | 4  | 0  | 2.5  | 1.000 | .000  | .000  | 0.3  | 0.0 | 0.0 | 0.0 | 0.5  |
| Richard Hamilton   | 5  | 5  | 44.4 | .402  | .400  | .853  | 5.2  | 4.0 | 0.8 | 0.0 | 21.4 |
| Lindsey Hunter     | 5  | 0  | 13.0 | .294  | .250  | 1.000 | 1.4  | 0.8 | 0.6 | 0.4 | 3.6  |
| Mike James         | 5  | 0  | 4.4  | .500  | .000  | .000  | 0.8  | 0.8 | 0.0 | 0.0 | 0.8  |
| Darko Miličić      | 3  | 0  | 1.7  | .000  | .000  | .000  | 0.7  | 0.0 | 0.3 | 0.0 | 0.0  |
| Mehmet Okur        | 4  | 0  | 9.8  | .444  | 1.000 | .500  | 1.5  | 0.5 | 0.0 | 0.0 | 2.8  |
| Tayshaun Prince    | 5  | 5  | 39.2 | .389  | .188  | .455  | 6.8  | 2.0 | 1.8 | 0.4 | 10.0 |
| Ben Wallace        | 5  | 5  | 40.6 | .478  | .000  | .294  | 13.6 | 1.4 | 1.8 | 1.0 | 10.8 |
| Rasheed Wallace    | 5  | 5  | 30.2 | .453  | .250  | .778  | 7.8  | 1.4 | 0.4 | 1.6 | 13.0 |
| Corliss Williamson | 5  | 0  | 10.4 | .400  | .000  | .900  | 2.4  | 0.2 | 0.0 | 0.0 | 4.2  |

### Lakers de Los Angeles
| Joueur               | MJ | MC | MPG  | FG%  | 3P%  | FT%   | RPG  | APG | SPG | BPG | PPG  |
| -------------------- | -- | -- | ---- | ---- | ---- | ----- | ---- | --- | --- | --- | ---- |
| Kobe Bryant          | 5  | 5  | 46.2 | .381 | .174 | .920  | 2.8  | 4.4 | 1.8 | 0.6 | 22.6 |
| Brian Cook           | 3  | 0  | 7.0  | .167 | .000 | 1.000 | 2.7  | 0.0 | 0.3 | 0.0 | 1.3  |
| Derek Fisher         | 5  | 0  | 20.2 | .306 | .375 | .571  | 3.0  | 1.8 | 1.0 | 0.0 | 6.4  |
| Rick Fox             | 3  | 0  | 10.0 | .571 | .000 | .000  | 1.0  | 2.3 | 0.0 | 0.0 | 2.7  |
| Devean George        | 5  | 5  | 20.8 | .393 | .333 | 0.5   | 2.8  | 0.6 | 1.0 | 0.4 | 5.8  |
| Karl Malone          | 4  | 4  | 30.5 | .333 | .000 | .667  | 7.3  | 2.3 | 0.3 | 0.3 | 5.0  |
| Stanislav Medvedenko | 5  | 1  | 14.4 | .353 | .000 | .750  | 3.6  | 0.6 | 0.0 | 0.2 | 3.6  |
| Shaquille O'Neal     | 5  | 5  | 42.6 | .631 | .000 | .491  | 10.8 | 1.6 | 0.4 | 0.6 | 26.6 |
| Gary Payton          | 5  | 5  | 33.6 | .321 | .200 | .500  | 3.0  | 4.4 | 1.2 | 0.4 | 4.2  |
| Kareem Rush          | 5  | 0  | 15.6 | .318 | .250 | .000  | 1.0  | 0.4 | 0.2 | 0.0 | 3.6  |
| Bryon Russell        | 3  | 0  | 2.7  | .000 | .000 | .000  | 0.3  | 0.0 | 0.0 | 0.0 | 0.0  |
| Luke Walton          | 4  | 0  | 19.3 | .385 | .167 | 1.000 | 3.0  | 4.5 | 1.5 | 0.5 | 3.3  |